# Antonella Mularoni
Antonella Mularoni, född den 27 september 1961, är en sanmarinsk jurist och politiker som var landets regeringschef.

## Bakgrund och privatliv
Mularoni började med att studera engelska och tyska vid universitetet i Bologna men bytte senare till juridik. Mellan 1991 och 2001 arbetade hon som notarie och jurist. Senare arbetade hon som domare i Europadomstolen.

## Politisk karriär
År 1993 var Mularoni med i att grunda ett centristiskt parti Folkets allians (italienska Alleanza Popolare) och fungerade som dess ordförande. Partiet upplöstes 2017 då det förenades med partiet Framtidens republik.
Mularoni och Amici valdes till regerande kaptener av San Marinos Stora och allmänna råd i slutet av mars 2013. De tillträddes den 1 april.. Efter sin mandatperiod, år 2014, beviljades henne Italienska republikens förtjänstorden.
År 2018 valdes Mularoni till San Marinos centralbanks direktion.